# Bedtime Stories
För filmen, se Bedtime Stories (film).
Bedtime Stories är det sjätte studioalbumet av den amerikanska popartisten Madonna, utgivet den 25 oktober 1994 på Maverick Records. Det producerades av Madonna, Nellee Hooper, Babyface, Dallas Austin och Dave "Jam" Hall, och resulterade i en R&B-orienterad stil. Titellåten "Bedtime Story" har den isländska sångerskan Björk varit med och skrivit till Madonna.

## Låtlista
1. "Survival" (Madonna, Dallas Austin) – 3:31
2. "Secret" (Madonna, Austin, Shep Pettibone) – 5:03
3. "I'd Rather Be Your Lover" (med Meshell Ndegeocello) (Madonna, Dave Hall, Isley Brothers, Christopher Jasper) – 4:39
4. "Don't Stop" (Madonna, Austin, Colin Wolfe) – 4:38
5. "Inside of Me" (Madonna, Hall, Hooper) – 4:11
6. "Human Nature" (Madonna, Hall, Shawn McKenzie, Kevin McKenzie, Michael Deering) – 4:54
7. "Forbidden Love" (Babyface, Madonna) – 4:08
8. "Love Tried to Welcome Me" (Madonna, Hall) – 5:21
9. "Sanctuary" (Madonna, Austin, Anne Preven, Scott Cutler, Herbie Hancock) – 5:02
10. "Bedtime Story" (Hooper, Björk, Marius De Vries) – 4:53
11. "Take a Bow" (Babyface, Madonna) – 5:21

## Listplaceringar
| Lista (1992-1993)  | Topplacering |
| ------------------ | ------------ |
| Australien         | 1            |
| Belgien (Flandern) | 29           |
| Nederländerna      | 13           |
| Nya Zeeland        | 5            |
| Schweiz            | 7            |
| Sverige            | 5            |
| Österrike          | 7            |

## Medverkande
Musiker
- Madonna – sång
- Dallas Austin – trummor, keyboard
- Babyface – synthesizer, bakgrundssång
- Donna De Lory – bakgrundssång
- Niki Haris – bakgrundssång
- Suzie Kattayama – dirigent
- Jessie Leavey – dirigent
- Tommy Martin – gitarr
- Me'Shell NdegéOcello – elbas
- Colin Wolfe – elbas
- Jessie Leavey – stråkarrangemang
- Craig Armstrong – stråkarrangemang på "Take a Bow"

Produktion
- Producenter: Madonna, Dallas Austin, Babyface, Marius de Vries, Dave Hall, Nellee Hooper
- Tekniker: Michael Fossenkemper, Brad Gilderman, Darin Prindle, Alvin Speights, Mark "Spike" Stent
- Mixning: Jon Gass, Daniel Abraham

### Fotnoter
1. ↑  ”Madonna”. Arkiverad från originalet den 9 maj 2011. https://web.archive.org/web/20110509052633/http://madonna.com/discography/index/album/albumId/6/. Läst 25 maj 2011.
2. ↑  ”Listplacering”. http://australian-charts.com/showitem.asp?interpret=Madonna&titel=Bedtime+Stories&cat=a. Läst 25 maj 2011.
3. ↑  ”Listplacering”. http://www.ultratop.be/fr/showitem.asp?interpret=Madonna&titel=Bedtime+Stories&cat=a. Läst 25 maj 2011.
4. ↑  ”Listplacering”. http://dutchcharts.nl/showitem.asp?interpret=Madonna&titel=Bedtime+Stories&cat=a. Läst 25 maj 2011.
5. ↑  ”Listplacering”. Arkiverad från originalet den 6 september 2011. https://web.archive.org/web/20110906213136/http://charts.org.nz/showitem.asp?interpret=Madonna&titel=Bedtime+Stories&cat=a. Läst 25 maj 2011.
6. ↑  ”Listplacering”. http://hitparade.ch/showitem.asp?interpret=Madonna&titel=Bedtime+Stories&cat=a. Läst 25 maj 2011.
7. ↑  ”Listplacering”. http://swedishcharts.com/showitem.asp?interpret=Madonna&titel=Bedtime+Stories&cat=a. Läst 25 maj 2011.
8. ↑  ”Listplacering”. http://austriancharts.at/showitem.asp?interpret=Madonna&titel=Bedtime+Stories&cat=a. Läst 25 maj 2011.